# Chris Webber
Pour les articles homonymes, voir Webber.
Chris Webber, parfois surnommé C-Webb, est un joueur de basket-ball américain né le 1er mars 1973 à Détroit ayant évolué en NBA.

## Carrière universitaire

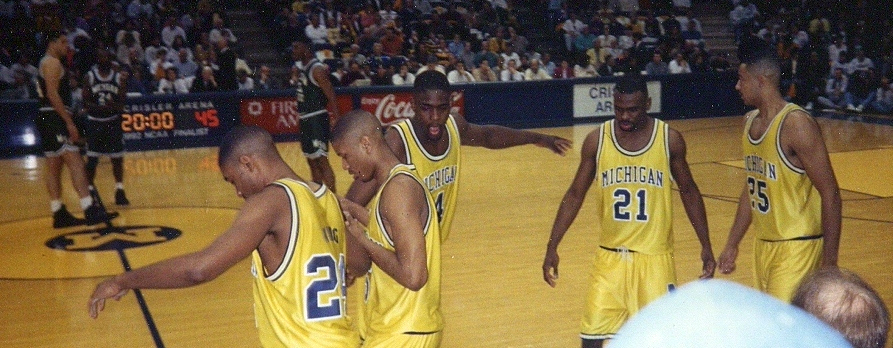
Le Fab Five

Diplômé de la Detroit County Day School où son numéro 44 a été retiré, Chris Webber entame son cursus universitaire qui durera 2 ans à l’Université du Michigan. Il devient le leader de l’équipe de basket-ball des Wolverines dont le cinq majeur est composé uniquement de joueurs arrivés à l’été 1991 et qui sera surnommée le Fab Five. Outre Chris Webber, on retrouve 3 futurs joueurs de la NBA (Jalen Rose, Juwan Howard et Jimmy King) et Ray Jackson (en). Ils acquièrent une grande popularité grâce à leur look emprunté au style hip hop fait de shorts larges et de baskets noires. C-Webb emmènera les Wolverines en finale du championnat NCAA (National Collegiate Athletic Association) 2 années consécutives pour autant de défaites.
Battu en 1992 par les Blue Devils de Duke de Christian Laettner, Grant Hill et Bobby Hurley, le Fab Five affronte les Tar Heels de Caroline du Nord en 1993. À 11 secondes du terme de la finale et alors que Michigan est mené de 2 points, Chris Webber demande un temps mort. Son équipe ayant déjà épuisé son quota, il écope d’une faute technique qui clôt le sort du match. Auréolé de 2 sélections consécutives dans le First Team All-America (l’équipe type des meilleurs joueurs universitaires du pays) et d’un titre de meilleur rebondeur du tournoi 1993, il se présente à la draft de la NBA 2 ans avant le terme de ses études universitaires.
Ses statistiques en carrière universitaire : 17,4 points (à 58,9 % de réussite) / 10,0 rebonds / 2,5 contres par match en 70 rencontres.
En 2002, Chris Webber a été reconnu coupable d’avoir reçu illicitement de grosses sommes d’argent durant son passage dans le Michigan. En conséquence, la NCAA a retiré des tablettes les résultats enregistrés par l’équipe de basket-ball de l’université pendant les 2 années de présence du joueur.

## Carrière en NBA

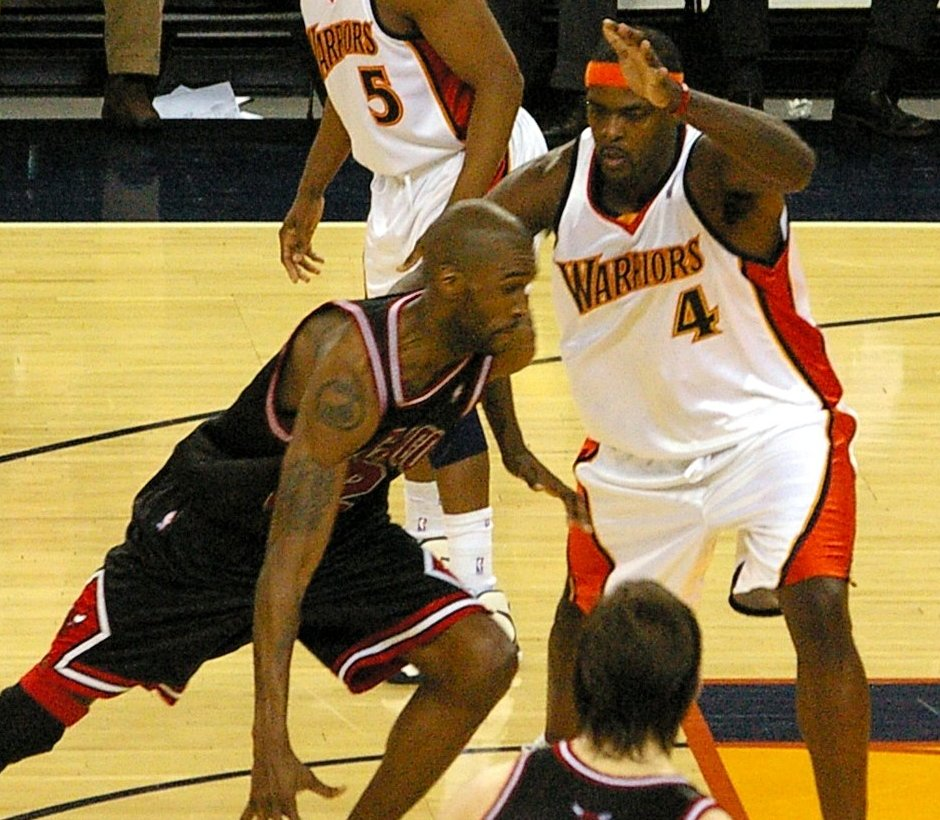
Chris Webber

En 1993, Webber devient le premier joueur sophomore (ayant passé 2 ans en université) à être sélectionné en première position de la draft depuis Magic Johnson en 1979. Il est choisi par le Magic d'Orlando qui l’envoie aussitôt aux Warriors du Golden State en échange d’Anfernee Hardaway (3e choix de la même draft) et trois futurs premiers tours. Il réalise une première saison éblouissante en Californie aux côtés de Latrell Sprewell et Chris Mullin dans une équipe en pleine reconstruction sous les ordres de Don Nelson. Il devient le premier joueur à compiler plus de 1000 points, 500 rebonds, 250 passes décisives, 150 contres et 75 interceptions lors de son année de rookie et le plus jeune lauréat du trophée de meilleur débutant de la saison en NBA. Les Warriors se qualifient aisément pour les playoffs mais les relations entre C-Webb et son entraîneur se tendent, poussant le joueur à quitter la franchise à la fin de la saison.
Webber prend la destination de Washington en échange notamment de Tom Gugliotta. Aux Bullets, il retrouve son coéquipier au sein du Fab Five, Juwan Howard. En 1995-96, un problème d’épaule limite Chris Webber à 15 matches. Dans ces conditions, il faudra 3 saisons au duo pour mener l’une des équipes les plus faibles de la ligue en playoffs.
En 1997, Webber boucle sa 3e saison consécutive à plus de 20 points par match en fêtant la première qualification en playoffs de la franchise depuis 9 ans. Les Bullets sont éliminés par les Bulls de Chicago de Michael Jordan en 3 manches sèches. Ses 20,1 points, 10,3 rebonds, 4,6 passes décisives et 1,9 contre par match font de Webber le leader indiscutable de la franchise et lui valent sa première sélection pour le NBA All-Star Game.
En 1997-1998, les Bullets devenus Wizards réalisent une saison moyenne avec un bilan de 42 victoires pour 40 défaites qui ne suffit pas pour accéder aux playoffs. Le 14 mai 1998, C-Webb fait l’objet d’un échange entre Washington et les Kings de Sacramento. Il retourne en Californie tandis que Mitch Richmond et Otis Thorpe font le chemin inverse. La piètre qualité de l’effectif des Kings rend Webber furieux à propos de ce transfert. Les arrivées de Vlade Divac et Jason Williams vont lui rendre le sourire. L’équipe devient une des grandes sensations de la ligue. En 1998-1999, lors d’une saison réduite pour cause de grève des joueurs, les Kings atteignent les playoffs et Chris Webber est honoré individuellement. Ses 20 points et 13 rebonds par match (meilleur moyenne aux rebonds de la ligue) lui valent une sélection dans le All-NBA Second Team (2e équipe type de la NBA). En 1999-2000, les Kings échouent une nouvelle fois au premier tour des playoffs pendant que Webber est élu dans le All-NBA Third Team et participe à son 2e All-Star Game.
En 2000-2001, les Kings rendent un bilan de 55 victoires pour seulement 27 défaites et franchissent enfin le premier tour des playoffs dans le sillage d’un Webber en feu. Sa moyenne de points monte à 27,1 pendant qu’il continue de se régaler au rebond avec 11.1 prises auxquelles il ajoute 4,2 passes décisives. Il apparaît une nouvelle fois au All-Star Game, termine quatrième au classement du MVP de la ligue (meilleur joueur de la saison) et est élu dans le All-NBA First Team. En juillet, les Kings lui font signer un contrat de 127 millions de dollars sur 7 ans malgré la réticence des fans à investir tant d’argent dans un joueur régulièrement blessé.
En 2001-2002, Webber, épaulé par Peja Stojaković, emmène les Kings vers le meilleur bilan de la ligue avec 61 victoires pour 21 défaites. Après avoir sorti le Jazz de l'Utah et les Mavericks de Dallas au 2 premiers tours des playoffs, Sacramento retrouve les champions en titre en finale de conférence. Les Lakers l’emportent finalement en 7 manches disputées à l’extrême. La saison suivante, Webber se blesse grièvement à un genou lors du deuxième match du second tour des playoffs. Il est mis à l’arrêt durant près d’un an. Lors de son retour en fin de saison 2003-2004, il prouve qu’il est encore un des joueurs les plus influents de la ligue en alignant 18,7 points et 8,7 rebonds sur 23 matches.
En février 2005, Webber fait une nouvelle fois l’objet d’un échange qui l’envoie aux 76ers de Philadelphie. Il met quelques mois à se fondre dans le collectif des Sixers, étant, pour la première fois de sa carrière, considéré seulement comme la seconde option offensive de l’équipe. Il arrive en effet dans une franchise menée par Allen Iverson. Lors des 21 matches qu’il effectue pour sa première saison à Philadelphie, il tourne à 15,6 points et 7,9 rebonds par match.
Le début de la saison 2005-06 permet à Chris Webber de reprendre sa place dans les classements individuels de la ligue. À la date du 28 mars 2006, il affiche des moyennes de 20,1 points et 10 rebonds par match et assure le leadership de la franchise en compagnie d'Allen Iverson. En 2006 Iverson quitte Philadelphia 76ers pour Denver, les statistiques de Webber sont en chute libre bien avant le départ de Iverson, il ne joue plus beaucoup. Début janvier 2007 il est libéré par les Sixers et signé une semaine plus tard aux Detroit Pistons et retrouve ainsi son état natal du Michigan. Il laisse son fameux numéro 4 car déjà retiré par les Pistons et prend alors le 84. Webber retrouve son jeu dans une équipe avec un vrai collectif et participe à la bonne forme du moment de la franchise. Il est un des éléments majeurs de cette équipe plus compétitive que jamais et a su combler le départ du grand Big-Ben (Ben Wallace). Il a sans doute fait l'un des meilleurs choix de sa carrière, et a voulu prouver à tous les spécialistes de la NBA qu'il ne jouait pas pour l'argent mais pour l'amour du basket et la volonté de décrocher un titre de champion NBA qui l'a durant toute sa carrière boudé. En effet, Chris Webber a, pour remercier Detroit de le reprendre, souhaité recevoir un salaire de 450 000 $, ce qui est simplement l'un des plus petits contrats de la NBA ; lui qui en gagnait plus de 15 000 000 avec Sacramento ou Philadelphie.
Il est présent le 22 septembre 2007 à "l'adieu de Vlade Divac au basket" à Belgrade, en Serbie. Il déclare alors devant la foule en délire qu'il est le premier "Serbe noir" et qu'il faut désormais l'appeler en Serbie, Chris Webberović.[réf. nécessaire]
Il est, par la suite, le sujet d'une offre de 12 millions de dollars de la part des Grecs d'Olympiakos du Pirée, qu'il décline en déclarant préférer une prolongation avec les Pistons qui tarde à être entérinée.
Le 29 janvier 2008, il signe avec les Warriors du Golden State retrouvant ainsi son ancien club où il avait passé sa saison rookie avec le même entraîneur Don Nelson.
Le 26 mars 2008, Chris Webber annonce sa retraite à cause de son genou douloureux.
Le 7 février 2009, lors du match contre le Jazz de l'Utah, son numéro 4, qu'il a porté à Sacramento de 1998 à 2005, est retiré. Lors de la cérémonie, il reçoit les hommages de ses anciens coéquipiers tels que Vlade Divac.

## Clubs successifs
- 1994 : Warriors de Golden State.
- 1994-1998 : Bullets de Washington / Wizards de Washington.
- 1998- février 2005 : Kings de Sacramento.
- février 2005-janvier 2007 : 76ers de Philadelphie.
- janvier 2007-juin 2007 : Pistons de Détroit.
- janvier 2008-Mars 2008 : Warriors de Golden State.

## Palmarès

### NCAA
- Finaliste du championnat NCAA de basket-ball en 1992 et 1993 avec les Wolverines du Michigan.

### NBA
- Champion de la Division Pacifique en 2002 et 2003 avec les Kings de Sacramento.
- Champion de la Division Centrale en 2007 avec les Pistons de Détroit.

## Statistiques

### Universitaires
Les statistiques en matchs universitaires de Chris Webber sont les suivantes :
| Saison    | Équipe   | Matchs | Titul. | Min./m | % Tir | % 3pts | % LF | Rbds/m. | Pass/m. | Int/m. | Ctr/m. | Pts/m. |
| --------- | -------- | ------ | ------ | ------ | ----- | ------ | ---- | ------- | ------- | ------ | ------ | ------ |
| 1991-1992 | Michigan | 34     | 34     | 32     | 55,6  | 25,9   | 49,6 | 10      | 2,2     | 1,6    | 2,5    | 15,5   |
| 1992-1993 | Michigan | 36     | 36     | 31,8   | 61,9  | 33,8   | 55,2 | 10,1    | 2,5     | 1,4    | 2,5    | 19,2   |
| Total     | Total    | 70     | 70     | 31,9   | 58,9  | 30,6   | 53   | 10      | 2,4     | 1,5    | 2,5    | 17,4   |

### Professionnelles

#### Saison régulière
| Saison    | Équipe       | Matchs | Titul. | Min./m | % Tir | % 3pts | % LF | Rbds/m. | Pass/m. | Int/m. | Ctr/m. | Pts/m. |
| --------- | ------------ | ------ | ------ | ------ | ----- | ------ | ---- | ------- | ------- | ------ | ------ | ------ |
| 1993-1994 | Golden State | 76     | 76     | 32,1   | 55,2  | 0      | 53,2 | 9,1     | 3,6     | 1,2    | 2,2    | 17,5   |
| 1994-1995 | Washington   | 54     | 52     | 38,3   | 49,5  | 27,6   | 50,2 | 9,6     | 4,7     | 1,5    | 1,6    | 20,1   |
| 1995-1996 | Washington   | 15     | 15     | 37,2   | 54,3  | 44,1   | 59,4 | 7,6     | 5       | 1,8    | 0,6    | 23,7   |
| 1996-1997 | Washington   | 72     | 72     | 39     | 51,8  | 39,7   | 56,5 | 10,3    | 4,6     | 1,7    | 1,9    | 20,1   |
| 1997-1998 | Washington   | 71     | 71     | 39,6   | 48,2  | 31,7   | 58,9 | 9,5     | 3,8     | 1,6    | 1,7    | 21,9   |
| 1998-1999 | Sacramento   | 42     | 42     | 40,9   | 48,6  | 11,8   | 45,4 | 13      | 4,1     | 1,4    | 2,1    | 20     |
| 1999-2000 | Sacramento   | 75     | 75     | 38,4   | 48,3  | 28,4   | 75,1 | 10,5    | 4,6     | 1,6    | 1,7    | 24,5   |
| 2000-2001 | Sacramento   | 70     | 70     | 40,5   | 48,1  | 0,71   | 70,3 | 11,1    | 4,2     | 1,3    | 1,7    | 27,1   |
| 2001-2002 | Sacramento   | 54     | 54     | 38,4   | 49,5  | 26,3   | 74,9 | 10,1    | 4,8     | 1,7    | 1,4    | 24,5   |
| 2002-2003 | Sacramento   | 67     | 67     | 39,1   | 46,1  | 23,8   | 60,7 | 10,5    | 5,4     | 1,6    | 1,3    | 23     |
| 2003-2004 | Sacramento   | 23     | 23     | 36,1   | 41,3  | 20     | 71,1 | 8,7     | 4,6     | 1,3    | 0,9    | 18,7   |
| 2004-2005 | Sacramento   | 46     | 46     | 36,3   | 44,9  | 37,9   | 79,9 | 9,7     | 5,5     | 1,5    | 0,7    | 21,3   |
| 2004-2005 | Philadelphie | 21     | 21     | 33,4   | 39,1  | 26,7   | 77,6 | 7,9     | 3,1     | 1,2    | 0,9    | 15,6   |
| 2005-2006 | Philadelphie | 75     | 75     | 38,6   | 43,4  | 27,3   | 75,6 | 9,9     | 3,4     | 1,4    | 0,8    | 20,2   |
| 2006-2007 | Philadelphie | 18     | 18     | 30,2   | 38,7  | 40     | 64,3 | 8,3     | 3,4     | 1      | 0,8    | 11     |
| 2006-2007 | Détroit      | 43     | 42     | 29,7   | 48,9  | 33,3   | 63,6 | 6,7     | 3       | 1      | 0,6    | 11,3   |
| 2007-2008 | Golden State | 9      | 8      | 14     | 48,4  | /      | 41,7 | 3,6     | 2       | 0,4    | 0,7    | 3,9    |
| Total     | Total        | 831    | 827    | 37,1   | 47,9  | 29,9   | 64,9 | 9,8     | 4,2     | 1,4    | 1,4    | 20,7   |

#### Playoffs
| Saison | Équipe       | Matchs | Titul. | Min./m | % Tir | % 3pts | % LF | Rbds/m. | Pass/m. | Int/m. | Ctr/m. | Pts/m. |
| ------ | ------------ | ------ | ------ | ------ | ----- | ------ | ---- | ------- | ------- | ------ | ------ | ------ |
| 1994   | Golden State | 3      | 3      | 36,3   | 55    | 0      | 30   | 8,7     | 9       | 1      | 3      | 15,7   |
| 1997   | Washington   | 3      | 3      | 35,3   | 63,3  | 45,5   | 50   | 8       | 3,3     | 0,7    | 2,3    | 15,7   |
| 1999   | Sacramento   | 5      | 5      | 38,4   | 38,8  | 28,6   | 40   | 9,4     | 4       | 1,8    | 1      | 14,8   |
| 2000   | Sacramento   | 5      | 5      | 39,2   | 42,7  | 20     | 79,4 | 9,6     | 5,4     | 1,6    | 2      | 24,4   |
| 2001   | Sacramento   | 8      | 8      | 43,5   | 38,8  | 0      | 69,4 | 11,5    | 3,1     | 1,1    | 1      | 23,3   |
| 2002   | Sacramento   | 16     | 16     | 41,7   | 50,2  | 0      | 59,6 | 10,8    | 4,7     | 0,9    | 1,6    | 23,7   |
| 2003   | Sacramento   | 7      | 7      | 35,1   | 49,6  | 0      | 65,3 | 8,3     | 3,6     | 1,4    | 1,1    | 23,7   |
| 2004   | Sacramento   | 12     | 12     | 37,2   | 45,2  | 25     | 61,5 | 8,3     | 3,7     | 1,3    | 0,8    | 18,4   |
| 2005   | Philadelphie | 5      | 5      | 37,2   | 41,1  | 35,7   | 75   | 5,8     | 2,8     | 1,2    | 0,2    | 19     |
| 2007   | Détroit      | 16     | 16     | 25,3   | 52,4  | 0      | 53,1 | 6,3     | 1,5     | 0,9    | 0,6    | 9,9    |
| Total  | Total        | 80     | 80     | 36,3   | 46,4  | 26,9   | 61,1 | 8,7     | 3,6     | 1,1    | 1,2    | 18,7   |

## Distinctions personnelles
- Numéro 4 retiré par les Kings de Sacramento.
- NBA Rookie of the Year en 1994.
- All-NBA First Team en 2001.
- All-NBA Second Team en 1999, 2002 et 2003.
- All-NBA Third Team en 2000.
- 5 sélections aux NBA All-Star Game en 1997, 2000, 2001, 2002 et 2003 (n’a pas joué en 2003 pour cause de blessure).
- Rookie du mois de la NBA lors des mois de décembre 1993 et de mars 1994.
- Joueur du mois de la Conférence Ouest lors des mois de janvier 2002, décembre 2002 et janvier 2005.
- Meilleur rebondeur NBA en 1999 (12,98).

Statistiques en carrière : 20,9 points / 9,8 rebonds / 4,3 passes décisives/ 1,4 contre et 1,4 interception en 822 matches de saison régulière (+ 80 en playoffs).

## Pour approfondir
- Liste des meilleurs marqueurs en NBA en carrière.
- Liste des meilleurs rebondeurs en NBA par saison.